# Jacques de Monaco
Pour les articles homonymes, voir Jacques Ier (prince de Monaco).
Titre
Prince héréditaire de Monaco
Depuis le 10 décembre 2014
(10 ans, 7 mois et 22 jours)
Le prince Jacques de Monaco (Jacques Honoré Rainier Grimaldi), prince héréditaire de Monaco, marquis des Baux, né le 10 décembre 2014 à Monaco, est un membre de la famille princière monégasque, fils et héritier du prince souverain Albert II et de la princesse Charlène.

## Biographie

Monogramme du Prince Jacques.

### Naissance
Le prince Jacques est né au centre hospitalier Princesse-Grace le 10 décembre 2014 à 17 h 06, soit deux minutes après sa sœur jumelle, la princesse Gabriella.
Il s’agit d’une double naissance masculine et féminine, avec une gémellité dizygote. Le 21 novembre 2014, le palais princier annonce qu’à leur naissance, indépendamment de leur sexe, chaque jumeau à naître aura le droit à une salve de 21 coups de canon. De plus, une journée est décrétée fériée pour marquer l’événement, le 7 janvier 2015.
Bien qu’étant né après sa sœur jumelle, Gabriella, il est premier dans l’ordre de succession au trône de Monaco en tant qu'héritier de la Couronne, devant sa sœur et sa tante, la princesse Caroline, en raison de la primogéniture masculine au même degré de parenté, telle qu’elle est instituée dans la constitution monégasque,. Il est ainsi titré prince héréditaire de Monaco le jour de sa naissance.
Par son père, le prince Jacques a une demi-sœur et un demi-frère aînés : Jazmin Grace Grimaldi, née en 1992 et Alexandre Grimaldi-Coste, né le 24 août 2003, enfants naturels reconnus mais non dynastes.

### Prénom
Jacques a reçu ce prénom car il fut porté par le prince Jacques Ier, et aussi parce que, sans être courant, il est assez utilisé en Afrique du Sud. De fait, s'il venait à régner sous ce prénom, il serait appelé Jacques II.

### Baptême
Jacques et sa sœur sont baptisés le 10 mai 2015 à la cathédrale Notre-Dame-Immaculée de Monaco, par Bernard Barsi. Son parrain est Christopher LeVine Jr, cousin du prince Albert, fils d'Élisabeth Anne Kelly LeVine (sœur cadette de Grace de Monaco). La marraine du prince est Diane de Polignac Nigra, lointaine cousine paternelle du prince Albert.
Le jour-même, le pape François leur envoie sa bénédiction.

### Éducation
Jacques et sa sœur Gabriella sont scolarisés dans l'établissement privé La Petite École (sur le port Hercule), à la rentrée 2018. En 2019, ils entrent à l'école publique Stella (dans le quartier de la Condamine). Ils intègrent l'institution privée catholique François-d'Assise-Nicolas-Barré à la rentrée 2021.

## Titres et honneurs

### Titulature
- 10 décembre 2014 - 11 décembre 2014 : Son Altesse Sérénissime le prince héréditaire de Monaco (naissance) ;
- depuis le 11 décembre 2014 : Son Altesse Sérénissime le prince héréditaire de Monaco, marquis des Baux[12].

Selon les annonces du prince souverain, l’héritier du trône porte les titres de prince héréditaire de Monaco et de marquis des Baux, avec la qualification d’altesse sérénissime.

### Armes
| Blason | Blasonnement : Fuselé d’argent et de gueules en trois rangs de cinq pièces. |

## Distinctions et décorations

### Décorations monégasques
- Grand-croix de l'ordre de Grimaldi (10 mai 2015)[15],[16]

### Hommages
Une promenade située dans le quartier monégasque du Portier est baptisée en l'honneur du prince Jacques.